# Mennica Polska

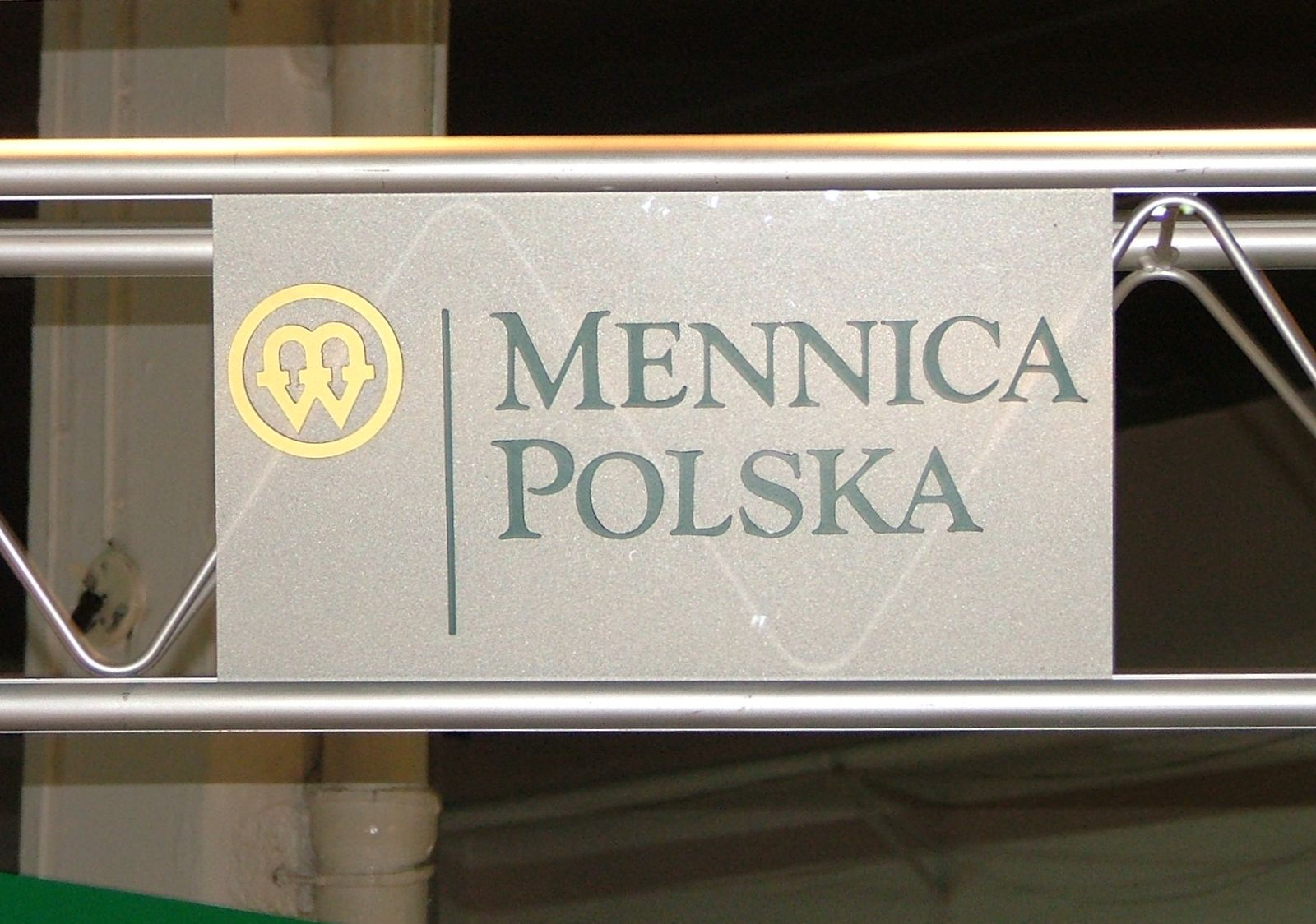
Logo van Mennica Polska

Mennica Polska (tussen 1924 en 2005 Mennica Państwowa) is een privaat munthuis in Polen en heeft als enige het Poolse muntrecht. Mennica Polska slaat de munten van de Poolse złoty.
De Poolse munt werd opgericht op 10 februari 1766 en is gelegen aan de Ulica Ciasna in Warschau. Sinds 1998 is het bedrijf genoteerd aan de Beurs van Warschau. 